# Citroën C3 Picasso
Citroën C3 Picasso je víceúčelový automobil (MPV) vyráběný automobilkou Citroën v letech 2008 až 2017. Vůz je dlouhý 408 cm, široký 173 cm a vysoký 162 cm, výsledkem je kompaktní příď a vertikálně řešená záď. Toto uspořádání proporcí přináší všem cestujícím dostatečný prostor. Objem zavazadlového prostoru dosahuje až 500 litrů (podle metody VDA) pod zadním platem v pětimístné konfiguraci. Místo řidiče nabízí periferní výhled, který je umožněn trojdílným čelním sklem s úzkými sloupky, díky čemuž má řidič přehled o celé silnici. S panoramatickou střechou může celková prosklená plocha dosáhnout 4,52 m².